# Nordenfelt 25,4 millimeters kanon
Nordenfelt 25,4 millimeters kanon var en snabbavfyrande finkalibrig lätt kanon, vilken var avsedd att försvara större krigsfartyg mot små snabbgående torpedbåtar under sent 1870-tal och in på 1890-talet. 

## Beskrivning
Kanonen var en uppskalad version av den framgångsrika handmanövrerade nordenfeltkulspruta som hade konstruerats av Helge Palmcrantz i syfte att kombinera kulsprutans höga eldhastighet med kraften av en projektil som kunde sänka en anfallande torpedbåt. Kanonen sköt projektiler av gediget stål med en spets av brons. I enlighet med villkoren i 1868 års Sankt Petersburgsdeklaration var inte explosiv ammunition med mindre vikt än 400 gram tillåten att användas i stridshandlingar mellan signatärmakterna. 

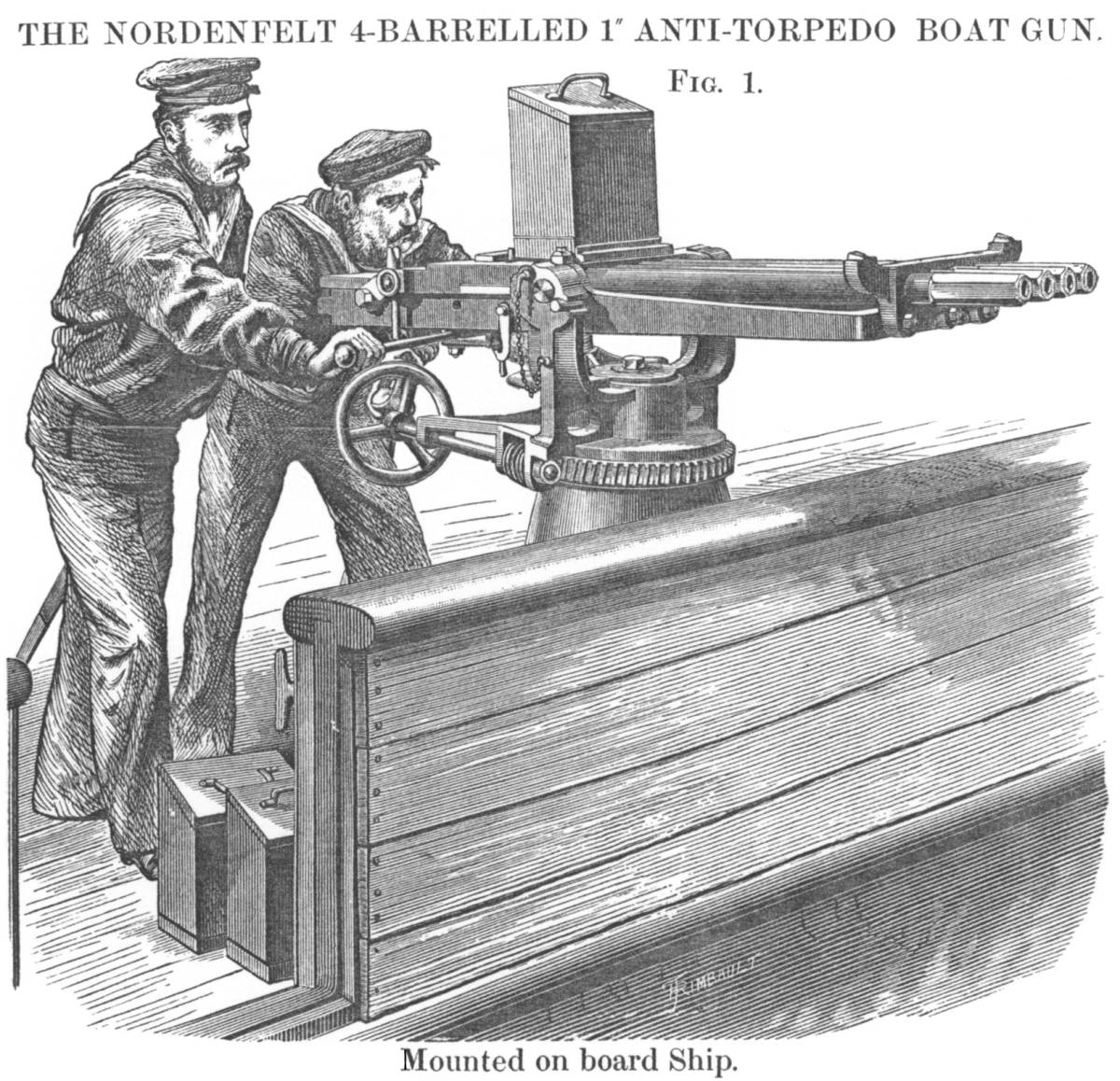
Kanonskyttar i brittiska flottan med en fyrapipors modell. Kanonchefen, till vänster, sköter sidoratten.

Kanonen användes i versioner med en, två eller fyra pipor. Ammunitionen laddades med tyngdkraft från en fördelare ovanför bakdelen, delad i separata rännor för varje pipa. Kanonjären  laddade och avfyrade ammunition i flera pipor genom att flytta en spak på högra sidan av kanonen framåt och bakåt. Genom att flytta spaken bakåt togs de avfyrade hylsorna ut och genom att flytta spaken framåt laddades piporna med nya patroner. Fördes spaken ytterligare framåt avfyrades skotten i alla piporna, det ena efter det andra i snabb följd. Den avfyrade således skott i skurar, att jämföra med den samtida gatlingkulsprutan och de sanna kulsprutor som blev dessa vapens efterföljare och, i likhet med maximkulsprutan sköt sina skott i en stadig, kontinuerlig ström. Utgångshastigheten var 446 meter/sekund.
Kanonjären var sysselsatt med att manuellt sköta ladd- och avfyringsspaken, medan kanonbefälhavaren siktade in kanonen och skötte höjd- och sidorattarna.